# Второй шанс Кэрол
«Второй шанс Кэрол» (англ. Carol's Second Act) — американский телесериал, премьера которого состоялась 26 сентября 2019 года на телеканале CBS.

## В ролях

### Основной состав
- Патриция Хитон — Кэрол Кенни
- Ито Агайере — Доктор Майя Джейкобс
- Лукас Нефф — Доктор Калеб Соммерс
- Жан-Люк Билодо — Дэниел Катчер
- Сабрина Джалес — Лекси Гилани
- Эшли Тисдейл — Дженни Кенни
- Кайл Маклахлен — Доктор Стивен Фрост
- Седрик Ярбро — Сестра Деннис[2]

### Приглашенные звезды
- Камилль Чен — Шэрон
- Кэрол Манселл — Миссис Зан
- Мэтт Бронже — Гэри
- Ларри Ван Бурен мл. — Даррин Александр
- Бен Колик — Тренер Дин
- Эссенс Аткинс — Кэтлин
- Джейн Качмарек — Филлис
- Алан Блюменфилд — Мистер Туверсон
- Джон Росс Боуи — Гордон
- Керри Кенни-Сильвер — Нэнси
- Мариса Давила — Харпер

## Эпизоды
| №  | Название              | Режиссёр            | Автор сценария                                                      | Дата премьеры    | Произв. код | Зрители в США (млн) |
| -- | --------------------- | ------------------- | ------------------------------------------------------------------- | ---------------- | ----------- | ------------------- |
| 1  | «Pilot»               | Памела Фрайман      | Эмили Халперн и Сара Хаскинс                                        | 26 сентября 2019 | CSA101      | 5,97                |
| 2  | «You Give Me Fever»   | Памела Фрайман      | Эмили Халперн и Сара Хаскинс                                        | 3 октября 2019   | CSA102      | 5,68                |
| 3  | «The Zebra»           | Филл Льюис          | Джон Бликстид и Трей Коллмер                                        | 10 октября 2019  | CSA104      | 4,95                |
| 4  | «Marathon Day»        | Памела Фрайман      | Энди Рот                                                            | 17 октября 2019  | CSA105      | 5,08                |
| 5  | «The Nightfloat»      | Памела Фрайман      | Эри Берковитц                                                       | 24 октября 2019  | CSA106      | 5,10                |
| 6  | «Game Changer»        | Анджела Барнс Гомес | Дэррин Брагг                                                        | 7 ноября 2019    | CSA107      | 5,00                |
| 7  | «Dr. Mom»             | Памела Фрайман      | Бекки Манн и Одра Силафф                                            | 14 ноября 2019   | CSA103      | 4,74                |
| 8  | «Sick and Retired»    | Памела Фрайман      | Марджи Маджи                                                        | 21 ноября 2019   | CSA109      | 4,87                |
| 9  | «Therapy Dogs»        | Кэти Гарретсон      | Броти Гупта                                                         | 5 декабря 2019   | CSA108      | 4,70                |
| 10 | «Merry December 19th» | Скотт Эллис         | Бекки Манн и Одра Силафф                                            | 12 декабря 2019  | CSA110      | 5,01                |
| 11 | «Blocking»            | Кимберли Маккалло   | Эмили Халперн и Сара Хаскинс                                        | 9 января 2020    | CSA111      | 4,84                |
| 12 | «Peer Evaluations»    | Памела Фрайман      | Джон Бликстид и Трей Коллмер                                        | 16 января 2020   | CSA112      | 4,97                |
| 13 | «Night Lemons»        | Памела Фрайман      | Сюжет : Эллисон Гилберт Телесценарий : Эмили Халперн и Сара Хаскинс | 30 января 2020   | CSA113      | 4,60                |
| 14 | «Secrets»             | Ли Шаллат Чемел     | Эри Берковитц                                                       | 6 февраля 2020   | CSA114      | 4,76                |
| 15 | «Top of the List»     | Майкл Ши            | Энди Рот                                                            | 13 февраля 2020  | CSA115      | 4,83                |
| 16 | «Carol's Crush»       | Памела Фрайман      | Джон Бликстид и Трей Коллмер                                        | 20 февраля 2020  | CSA116      | 4,70                |
| 17 | «Plus Ones»           | Анджела Барнс Гомес | Эллисон Гилберт и Асмита Паранжапе                                  | 5 марта 2020     | CSA117      | 4,68                |
| 18 | «RIP Dr. Herman»      | Скотт Эллис         | Бекки Манн и Одра Силафф                                            | 12 марта 2020    | CSA118      | 5,23                |

## Производство
28 января 2019 года было объявлено, что CBS предоставил производство пилотной серии. Пилот был написан Эмили Халперн и Сара Хэскинс. Производственные компании, участвующие в пилотном проекте, включают FourBoys Entertainment, Kapital Entertainment и CBS Television Studios. 12 февраля 2019 года было объявлено, что режиссером пилотной серии будет Памела Фрайман. 6 мая 2019 года было объявлено, что производство получило заказ сериала. Через день после этого было объявлено, что премьера сериала состоится осенью 2019 года. 22 октября 2019 года сериал получил обратный заказ из пяти эпизодов. 6 мая 2020 года сериал был закрыт после одного сезона.

## Релиз
15 мая 2019 года был выпущен официальный трейлер сериала.